# Abutilon auritum
Abutilon auritum là một loài thực vật có hoa trong họ Cẩm quỳ. Loài này được (Wall. ex Link) Sweet mô tả khoa học đầu tiên năm 1839.